# Les Carnassières
 (avril 2021).
Si vous disposez d'ouvrages ou d'articles de référence ou si vous connaissez des sites web de qualité traitant du thème abordé ici, merci de compléter l'article en donnant les références utiles à sa vérifiabilité et en les liant à la section « Notes et références ».
Pour les articles homonymes, voir Carnassier.
Les Carnassières est un roman policier de Catherine Fradier publié en 1999. 
L'auteur reçoit le grand prix de littérature policière 2006 pour La Colère des enfants déchus, puis le Prix S.N.C.F du polar français 2008 pour Camino 999. Avant d'exercer le métier d'écrivain, elle travaillait dans la police.

## Résumé
Véra Volkoff a dû quitter la police à la suite d'une bavure. Elle vit désormais à Valence avec sa fille et donne des cours de pilotage à l'aéro-club.
Un jour, deux flics vont venir voir Véra et perturber sa vie en faisant ressurgir son passé. Ils lui proposent alors une mission qu'elle ne peut refuser. En effet, sa fille est prise comme monnaie de négociation.
Véra doit alors s'envoler pour l'Espagne où des meurtres ont été commis. Les victimes sont des hommes industriels et notables tous tués d'une flèche en plein cœur et les testicules arrachées. Avec une couverture de pilote dans une compagnie d'aviation privée de la Costa Del Sol, Véra traquera d'abord la mafia russe pour ensuite se heurter à des organisations pseudo-terroristes.
Elle risquera sa vie et sera prête à tout pour revoir sa fille.

## Les personnages
- Vera Volkoff est le personnage principal. Elle est pilote à l'aérodrome de Valence et donne des cours de pilotage. C'est une ancienne flic qui a dû quitter la police à la suite d'une bavure. Véra est divorcée et a une sœur qui habite au bord de la mer Méditerranée.
- Nina Volkoff est la fille de Véra. Elle sera confiée à sa tante pendant l'enquête de Véra.
- Léopold Bourrin Des près que tout le monde surnomme "Léo", agent et directeur des RG à Valence. C'est un flic qui a travaillé dans la police avec Véra.
- Alexandra Lemaitre est commissaire principal de la DCPJ. C'est la fille d'une chef Amazone.